# Imanni da Silva
Imanni da Silva, née en 1981 à Luanda, est un mannequin, une militante des droits des personnes transgenres et une artiste plasticienne angolaise, considérée comme le premier mannequin transgenre du continent africain. Elle participe à plusieurs concours de beauté, avant d'en devenir juré.

## Biographie
Imanni da Silva naît à Luanda, en Angola, en 1981.
Elle commence une transition de genre en 2007 avec une thérapie hormonale et, en 2011, elle subit une chirurgie d'affirmation sexuelle en Angleterre.

### Mannequinat
Imanni da Silva est considérée comme le premier mannequin transgenre du continent africain,.
Elle participe à divers concours de beauté, notamment à Miss International Queen (en) en Thaïlande en 2012. En 2018, elle se classe première dauphine du Super Sireyna Worldwide 2018 (en),. Elle est jurée de l'édition 2023 de Miss Grand Angola (en)[réf. souhaitée]. Elle est nommée « Personnalité de l'année » par le magazine angolais Queer People cette même année.

### Arts plastiques
Imanni da Silva réalise sa première exposition personnelle en 2018, avec une quinzaine de peintures ayant pour figure centrale les femmes. En 2022, elle est invitée à participer à l'exposition Expressão Feminina du Centre culturel brésilien d'Angola.

### Droits des personnes transgenres
Imanni da Silva milite activement contre les violences, notamment physiques, subies par les personnes transgenres, tant en Angola qu'ailleurs ; elle s'exprime ainsi ouvertement sur l'impact des attaques transphobes qu'elle a subies tout au long de sa carrière,. Elle dirige le mouvement angolais de défense des droits transgenres Movimento Eu Sou Trans, fondé le 31 mars 2019. Elle relève notamment la manière dont les personnes transgenres sont hypersexualisées dans de nombreuses sociétés, et associe cette sexualisation à un manque de respect social.